# Dizajn proteina
Dizajn proteina je proces formiranja novih proteina, bilo de novo ili putem pravljenja proračunatih varijacija poznatih struktura. Upotreba tehnika racionalnog dizajna je glavni aspekt proteinskog inženjerstva.
Dizajn računarskih modela proteina, i sekundarne strukturne modifikacije realnih proteina su počeli sredinom 1990-tih. De novo dizajn realnih proteina je postao moguć uskoro nakon toga, i u 21. veku je to postalo produktivno naučno polje.

## Primeri dezajna proteina
U ranom 21. veku je počeo razvoj malih proteina sa realnim biološkim funkcijama, uključujući stereoselektivnu katalizu, detekciju jona, i antiviralno dejstvo. Koristeći računarske metode, protein sa novim strukturnim motivom je dizajniran, koji se naziva Top7, kao i senzori za veštačke molekule. Dizajn fuzionih proteina je proizveo rilonacept, lek koji je FDA odobrila za lečenje kriopirin vezanog periodičnog sindroma. Uz pomoć računarskog redizajna bilo je moguće promeniti specifičnot kofaktora Candida boidinii ksilozne reduktaze od NADPH u NADH.

## Literatura
- Dahiyat, Bassil I. & Mayo, Stephen L. (1997), „De Novo Protein Design: Fully Automated Sequence Selection”, Science, 278 (5335): 82—87, PMID 9311930, doi:10.1126/science.278.5335.82
- Sander, Chris; Vriend, Gerrit; Bazan, Fernando; Nakamura, Haruki; Ribas, Luis; Finkelstein, Alexei V.; Lockhart, Andrew; Merkl, Rainer;  . (1992), „Protein Design on computers. Five new proteins: Shpilka, Grendel, Fingerclasp, Leather and Aida”, Proteins: Structure, Function, and Bioinformatics, 12 (2): 105—110, PMID 1603799, doi:10.1002/prot.340120203
- Jin, Wenzhen; Kambara, Ohki; Sasakawa, Hiroaki; Tamura, Atsuo & Takada, Shoji (2003), „De Novo Design of Foldable Proteins with Smooth Folding Funnel: Automated Negative Design and Experimental Verification”, Structure, 11 (5): 581—590, PMID 12737823, doi:10.1016/S0969-2126(03)00075-3
- Pokala, Tracy M. & Handel, Navin (2005), „Energy Functions for Protein Design: Adjustment with Protein–Protein Complex Affinities, Models for the Unfolded State, and Negative Design of Solubility and Specificity”, Journal of Molecular Biology, 347 (1): 203—227, PMID 15733929, doi:10.1016/j.jmb.2004.12.019
- Röthlisberger, Daniela; Khersonsky, Olga; Wollacott, Andrew M.; Jiang, Lin; Dechancie, Jason; Betker, Jamie; Gallaher, Jasmine L.; Althoff, Eric A.; Zanghellini, Alexandre (2008), „Kemp elimination catalysts by computational enzyme design”, Nature, 453 (7192): 190, Bibcode:2008Natur.453..190R, PMID 18354394, doi:10.1038/nature06879
- Jiang, Lin; Althoff, Eric A.; Clemente, Fernando R.; Doyle, Lindsey; Rothlisberger, Daniela; Zanghellini, Alexandre; Gallaher, Jasmine L.; Betker, Jamie L.; Tanaka, Fujie (2008), „De Novo Computational Design of Retro-Aldol Enzymes”, Science, 319 (5868): 1387, Bibcode:2008Sci...319.1387J, PMID 18323453, doi:10.1126/science.1152692